# Liste des monarques britanniques
Cet article concerne les monarques de Grande-Bretagne puis du Royaume-Uni depuis 1707. Pour la période antérieure, voir Liste des monarques d'Angleterre et Liste des monarques d'Écosse.
La liste des monarques britanniques rassemble les souverains des royaumes de Grande-Bretagne puis du Royaume-Uni depuis 1707.
Charles III est le roi du Royaume-Uni depuis le 8 septembre 2022.

## Histoire
Le 1er mai 1707, les actes d'Union fusionnent les royaumes d'Angleterre et d'Écosse au sein d'une entité unique, la Grande-Bretagne. Auparavant les deux royaumes étaient gouvernés en union personnelle par le même monarque depuis Jacques VI d'Écosse, devenu roi d'Angleterre sous le nom de Jacques Ier en 1603.
Le 1er janvier 1801, un nouvel acte d'Union fusionne les royaumes de Grande-Bretagne et d'Irlande, donnant naissance au Royaume-Uni de Grande-Bretagne et d'Irlande, rebaptisé Royaume-Uni de Grande-Bretagne et d'Irlande du Nord en 1927, après l'indépendance de l'Irlande effective en 1922.
Depuis 1707, on dénombre treize monarques, dix hommes et trois femmes, Anne (1707-1714),Victoria qui a régné 64 ans (1837-1901) et Élisabeth II restée sur le trône durant 70 ans (1952-2022). À sa mort, Charles III devient l'actuel monarque.

## Titulature
Le titre des monarques britanniques a changé au cours des siècles :
- 1707-1801 : roi (ou reine) de Grande-Bretagne et d'Irlande, défenseur de la Foi
- 1801-1876 : roi (ou reine) du Royaume-Uni de Grande-Bretagne et d'Irlande, défenseur de la Foi
- 1876-1901 : roi (ou reine) du Royaume-Uni de Grande-Bretagne et d'Irlande, défenseur de la Foi, empereur (ou impératrice) des Indes
- 1901-1927 : roi du Royaume-Uni de Grande-Bretagne et d'Irlande et des dominions britanniques au-delà des mers, défenseur de la Foi, empereur des Indes
- 1927-1948 : roi de Grande-Bretagne et d'Irlande et des dominions britanniques au-delà des mers, défenseur de la Foi, empereur des Indes
- 1948-1953 : roi de Grande-Bretagne et d'Irlande et des dominions britanniques au-delà des mers, défenseur de la Foi
- 1953-2022 : la titulature complète de la reine est[1] :
  - en français : Sa Majesté Élisabeth II, par la grâce de Dieu, reine du Royaume-Uni de Grande-Bretagne et d'Irlande du Nord et de ses autres royaumes et territoires, chef du Commonwealth, défenseur de la Foi
  - en anglais : Her Majesty Elizabeth the Second, by the Grace of God of the United Kingdom of Great Britain and Northern Ireland, and of Her other Realms and Territories Queen, Head of the Commonwealth, Defender of the Faith
  - en latin : Elizabeth II, Dei Gratia Britanniarum Regnorumque Suorum Ceterorum Regina, Consortionis Populorum Princeps, Fidei Defensor
- Depuis 2022 :
  - en français : Sa Majesté Charles III, par la grâce de Dieu, roi du Royaume-Uni de Grande-Bretagne et d'Irlande du Nord et de ses autres royaumes et territoires, chef du Commonwealth, défenseur de la Foi
  - en anglais : His Majesty Charles the Third, by the Grace of God of the United Kingdom of Great Britain and Northern Ireland, and of His other Realms and Territories King, Head of the Commonwealth, Defender of the Faith
  - en latin : Carolus III, Dei Gratia Britanniarum Regnorumque Suorum Ceterorum Rex, Consortionis Populorum Princeps, Fidei Defensor

## Liste des rois et reines de Grande-Bretagne et du Royaume-Uni
| Portrait                                                                  | Nom                                             | Règne                                                          | Notes |
| ------------------------------------------------------------------------- | ----------------------------------------------- | -------------------------------------------------------------- | --- |
| Maison Stuart (1707-1714)                                                 |                                                 |                                                                | |
|                                                                           | Anne (6 février 1665 – 1er août 1714)           | 1er mai 1707 –1er août 1714 (7 ans et 3 mois)                  | - Reine d'Angleterre et d'Écosse depuis 1702. - Première et dernière souveraine britannique de la maison Stuart. - Deuxième fille du roi Jacques II et de sa première épouse Anne Hyde. - Morte sans laisser d'enfants. |
| Maison de Hanovre (1714-1901)                                             |                                                 |                                                                | |
| George Ier                                                                | George Ier (28 mai 1660 – 11 juin 1727)         | 1er août 1714 – 11 juin 1727 (12 ans, 10 mois et 10 jours)     | - Fils aîné de l'électeur Ernest-Auguste de Hanovre et de Sophie de Hanovre. - Électeur de Hanovre depuis 1698. - Premier souverain britannique de la maison de Hanovre, il succède à sa cousine issue de germain Anne en vertu de l'Acte d'établissement de 1701, qui limite la succession aux descendants non-catholiques de Sophie de Hanovre. - Sacré le 20 octobre 1714 par l'archevêque de Cantorbéry Thomas Tenison.                                                            |
| George II                                                                 | George II (30 octobre 1683 – 25 octobre 1760)   | 11 juin 1727 – 25 octobre 1760 (33 ans, 4 mois et 14 jours)    | - Seul fils de George Ier et de Sophie-Dorothée de Brunswick-Lunebourg. - Également électeur de Hanovre. - Dernier monarque britannique né hors de Grande-Bretagne. - Sacré le 11 octobre 1727 par l'archevêque de Cantorbéry William Wake. |
| George III                                                                | George III (4 juin 1738 – 29 janvier 1820)      | 25 octobre 1760 – 29 janvier 1820 (59 ans, 3 mois et 4 jours)  | - Fils aîné du prince de Galles Frédéric (mort en 1751) et d'Augusta de Saxe-Gotha-Altenbourg, petit-fils de George II. - Sacré le 22 septembre 1761 par l'archevêque de Cantorbéry Thomas Secker. - Il devient roi du Royaume-Uni de Grande-Bretagne et d'Irlande le 1er janvier 1801. - Également électeur, puis roi de Hanovre à partir de 1814. - En 1801, lorsque la Grande-Bretagne s'unit avec l'Irlande, il abandonne le titre de roi de France revendiqué depuis Édouard III. |
| George IV                                                                 | George IV (12 août 1762 – 26 juin 1830)         | 29 janvier 1820 – 26 juin 1830 (10 ans, 4 mois et 28 jours)    | - Fils aîné de George III et de Charlotte de Mecklembourg-Strelitz. - Prince régent de 1811 à son accession au trône. - Également roi de Hanovre. - Sacré le 10 juillet 1821 par l'archevêque de Cantorbéry Charles Manners-Sutton. - Mort sans laisser d'enfants. |
|                                                                           | Guillaume IV (21 août 1765 – 20 juin 1837)      | 26 juin 1830 – 20 juin 1837 (6 ans, 11 mois et 25 jours)       | - Troisième fils de George III et de Charlotte de Mecklembourg-Strelitz, frère cadet de George IV. - Également roi de Hanovre. - Sacré le 8 septembre 1831 par l'archevêque de Cantorbéry William Howley. - Mort sans laisser d'enfants légitimes. |
|                                                                           | Victoria (24 mai 1819 – 22 janvier 1901)        | 20 juin 1837 – 22 janvier 1901 (63 ans, 7 mois et 2 jours)     | - Fille unique d'Édouard-Auguste de Kent et de Victoire de Saxe-Cobourg-Saalfeld, petite-fille de George III. - Elle n'hérite pas du royaume de Hanovre, qui revient à son oncle Ernest-Auguste Ier. - Sacrée le 28 juin 1838 par l'archevêque de Cantorbéry William Howley. - Également impératrice des Indes à partir de 1876. - Dernière souveraine britannique de la maison de Hanovre.                                                                                            |
| Maison de Saxe-Cobourg et Gotha (1901-1917)                               |                                                 |                                                                | |
| Édouard VII                                                               | Édouard VII (9 novembre 1841 – 6 mai 1910)      | 22 janvier 1901 – 6 mai 1910 (9 ans, 3 mois et 14 jours)       | - Fils aîné de Victoria et d'Albert de Saxe-Cobourg-Gotha, premier souverain britannique de la maison de Saxe-Cobourg et Gotha. - Sacré le 9 août 1902 par l'archevêque de Cantorbéry Frederick Temple. |
| Maison Windsor, branche de la Maison de Saxe-Cobourg et Gotha (1917-2022) |                                                 |                                                                | |
| George V                                                                  | George V (3 juin 1865 – 20 janvier 1936)        | 6 mai 1910 – 20 janvier 1936 (25 ans, 8 mois et 14 jours)      | - Deuxième fils d'Édouard VII et d'Alexandra de Danemark. - Sacré le 22 juin 1911 par l'archevêque de Cantorbéry Randall Davidson. - En 1917, le sentiment anti-allemand parmi la population entraîne le renommage de la famille royale en maison Windsor. |
|                                                                           | Édouard VIII (23 juin 1894 – 28 mai 1972)       | 20 janvier 1936 – 11 décembre 1936 (10 mois et 21 jours)       | - Fils aîné de George V et Mary de Teck. - Abdique avant son sacre pour épouser Wallis Simpson et reçoit le titre de duc de Windsor. |
|                                                                           | George VI (14 décembre 1895 – 6 février 1952)   | 11 décembre 1936 – 6 février 1952 (15 ans, 1 mois et 26 jours) | - Deuxième fils de George V et Mary de Teck. - Sacré le 12 mai 1937 par l'archevêque de Cantorbéry Cosmo Lang. - Dernier empereur des Indes (jusqu'en 1947), dernier roi d'Irlande (jusqu'en 1949) et premier chef du Commonwealth. |
| Élisabeth II                                                              | Élisabeth II (21 avril 1926 – 8 septembre 2022) | 6 février 1952 – 8 septembre 2022 (70 ans, 7 mois et 2 jours)  | - Fille aînée de George VI et d'Elizabeth Bowes-Lyon. - Sacrée le 2 juin 1953 par l'archevêque de Cantorbéry Geoffrey Fisher. - Détient le record du plus long règne de l'histoire britannique. |
| Maison Windsor, branche de la Maison de Glücksbourg (depuis 2022)         |                                                 |                                                                | |
| Charles III                                                               | Charles III (né le 14 novembre 1948)            | Depuis le 8 septembre 2022 (2 ans, 10 mois et 10 jours)        | - Fils aîné d'Élisabeth II et de Philip Mountbatten. - Sacré le 6 mai 2023 par l'archevêque de Cantorbéry Justin Welby. |

## Héraldique

De 1707 à 1714, sous la reine Anne.
De 1714 à 1801, sous George Ier, George II et George III.
De 1801 à 1816, sous George III.
De 1816 à 1837, sous George III, George IV et Guillaume IV.
De 1837 à 1952, sous la reine Victoria, Édouard VII, George V, Édouard VIII et George VI.
Depuis 1952, sous Élisabeth II et Charles III.

## Arbre généalogique simplifié
- Jacques Ier
  -  Charles Ier
    -  Charles II
    -  Jacques II
      -  Anne

  - Élisabeth Stuart
    - Sophie de Hanovre
      -  George Ier
        -  George II
          - Frédéric de Galles
            -  George III
              -  George IV
              -  Guillaume IV
              - Édouard-Auguste de Kent
                -  Victoria
                  -  Édouard VII
                    -  George V
                      -  Édouard VIII
                      -  George VI
                        -  Élisabeth II
                          -  Charles III